# Copa de Clubes de Asia 1997-98
La Copa de Clubes de Asia de 1998 fue la 17.ª edición del torneo de fútbol a nivel de clubes más importante de Asia organizado por la AFC.
El Pohang Steelers de Corea del Sur venció en la final al Dalian Wanda de China para proclamarse campeón por segunda ocasión consecutiva.

## Primera Ronda

### Asia Occidental
| Equipo 1           | Agr. | Equipo 2        | Ida  | Vuelta |
| ------------------ | ---- | --------------- | ---- | ------ |
| Sur Club           | 0-9  | Al-Zawraa       | 0-5  | 0-4    |
| Al-Ansar           | 3-1  | Al-Arabi        | 2-1  | 1-0    |
| Al-Wahda           | w/o1 | Al-Nasr         |      |        |
| Al-Hilal           | w/o2 | Al-Rayyan       |      |        |
| Metallurg Kadamjay | 2-4  | Dynamo Dushanbe | 2-13 | 0-3    |
| Al-Hilal           | bye  |                 |      |        |
| Navbahor Namangan  | bye  |                 |      |        |
| Nisa Aşgabat       | bye  |                 |      |        |
| Persépolis         | bye  |                 |      |        |
| Taraz Zhambyl      | bye  |                 |      |        |

1el Al-Nasr abandonó el torneo. 

2el Al-Hilal abandonó el torneo. 

3el Metallurg Kadamjay abandonó el torneo después de jugar el primer partido.

### Asia Oriental
| Equipo 1            | Agr. | Equipo 2               | Ida  | Vuelta |
| ------------------- | ---- | ---------------------- | ---- | ------ |
| Pohang Steelers     | 13–0 | Mohammedan SC          | 11–0 | 2–0    |
| Victory SC          | 4–3  | Mahendra Police        | 3–2  | 1–1    |
| Finance and Revenue | 4–0  | Saunders SC            | 1–0  | 3–0    |
| Churchill Brothers  | 1–2  | Dong Thap FC           | 0–1  | 1–1    |
| Persebaya Surabaya  | 2–6  | Ulsan Hyundai Horang-i | 1–2  | 1–4    |
| Kashima Antlers     | 8–2  | Geylang United         | 6–1  | 2–1    |
| Selangor FA         | 0–2  | South China            | 0–0  | 0–2    |
| Dalian Wanda        | 4–2  | Bangkok Bank           | 4–2  | 0–0    |

## Ronda Intermedia

### Asia Central
| Equipo 1          | Agr. | Equipo 2        | Ida | Vuelta |
| ----------------- | ---- | --------------- | --- | ------ |
| Navbahor Namangan | 4-2  | Dynamo Dushanbe | 3-0 | 1-2    |
| Taraz Zhambyl     | 2-4  | Nisa Aşgabat    | 2-2 | 0-2    |

## Segunda Ronda

### Asia Occidental
| Equipo 1          | Agr. | Equipo 2     | Ida | Vuelta |
| ----------------- | ---- | ------------ | --- | ------ |
| Al-Ansar          | 4-0  | Al-Wahda     | 2-0 | 2-0    |
| Al-Zawraa         | 0-2  | Persépolis   | 0-0 | 0-2    |
| Al-Hilal          | 3-2  | Al-Rayyan    | 3-2 | 0-0    |
| Navbahor Namangan | 8-3  | Nisa Aşgabat | 6-1 | 2-2    |

### Asia Oriental
| Equipo 1               | Agr.     | Equipo 2        | Ida | Vuelta |
| ---------------------- | -------- | --------------- | --- | ------ |
| Pohang Steelers        | 15–0     | Victory SC      | 3–0 | 12–0   |
| Finance and Revenue    | 4–4 (v.) | Dong Thap FC    | 0–1 | 4–3    |
| Ulsan Hyundai Horang-i | 2–6      | Kashima Antlers | 1–5 | 1–1    |
| South China            | 1–6      | Dalian Wanda    | 0–4 | 1–2    |

## Cuartos de final

### Asia Occidental
Todos los partidos se jugaron en Líbano
| Club              | J | G | E | P | GF | GC | GD | Pts. |
| ----------------- | - | - | - | - | -- | -- | -- | ---- |
| Persépolis        | 3 | 2 | 1 | 0 | 3  | 1  | +2 | 7    |
| Al-Hilal          | 3 | 2 | 0 | 1 | 6  | 3  | +3 | 6    |
| Navbahor Namangan | 3 | 0 | 2 | 1 | 2  | 4  | −2 | 2    |
| Al-Ansar          | 3 | 0 | 1 | 2 | 1  | 4  | −3 | 1    |

| Local             | Visita            | Resultado |
| ----------------- | ----------------- | --------- |
| Al-Hilal          | Persépolis        | 0-1       |
| Al-Ansar          | Navbahor Namangan | 0-0       |
| Navbahor Namangan | Al-Hilal          | 1-3       |
| Persépolis        | Al-Ansar          | 1-0       |
| Persépolis        | Navbahor Namangan | 1-1       |
| Al-Ansar          | Al-Hilal          | 1-3       |

### Asia Oriental
Todos los partidos se jugaron en Ningbo, Zhejiang, China
| Club                   | J | G | E | P | GF | GC | GD  | Pts. |
| ---------------------- | - | - | - | - | -- | -- | --- | ---- |
| Pohang Steelers        | 3 | 2 | 0 | 1 | 8  | 4  | +4  | 6    |
| Dalian Wanda           | 3 | 2 | 0 | 1 | 7  | 4  | +3  | 6    |
| Kashima Antlers        | 3 | 2 | 0 | 1 | 6  | 3  | +3  | 6    |
| Finance and Revenue FC | 3 | 0 | 0 | 3 | 2  | 12 | −10 | 0    |

| Local                  | Visita                 | Resultado |
| ---------------------- | ---------------------- | --------- |
| Dalian Wanda           | Finance and Revenue FC | 4-1       |
| Pohang Steelers        | Kashima Antlers        | 2-1       |
| Kashima Antlers        | Finance and Revenue FC | 3-0       |
| Pohang Steelers        | Dalian Wanda           | 1-2       |
| Finance and Revenue FC | Pohang Steelers        | 1-5       |
| Dalian Wanda           | Kashima Antlers        | 1-2       |

## Semifinales
| 3 de abril de 1998 | Persépolis | 0–2 | Dalian Wanda                   | Hong Kong Stadium, Hong Kong |  |
|                    |            |     | Wang Tao 32' · Hao Haidong 63' |                              |  |

| 3 de abril de 1998 | Al-Hilal | 0–1 | Pohang Steelers | Hong Kong Stadium, Hong Kong |  |
|                    |          |     | Park Tae-Ha 45' |                              |  |

## Tercer Lugar
| Equipo 1 | Resultado | Equipo 2   |
| -------- | --------- | ---------- |
| Al-Hilal | 4-1       | Persépolis |

## Final
| 5 de abril de 1998 | Pohang Steelers | 0–0 (t. s.)(6–5 p.) | Dalian Wanda | Hong Kong Stadium, Hong Kong |  |

## Campeón
| Corea del Sur                             |
| Campeón F. C. Pohang Steelers 2.do título |